# Albert Medal (Lebensrettung)

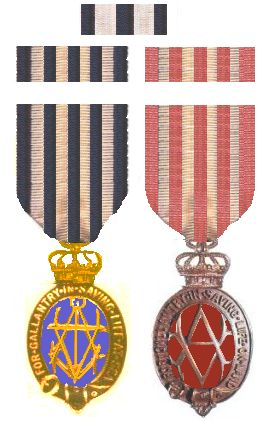
Die beiden Versionen der Albert Medal für Lebensrettung zur See und zu Lande

Die Albert Medal für Lebensrettung ist eine britische Auszeichnung für Lebensrettung zum Gedenken an Prinz Albert (1819–1861), den Gatten Queen Victorias.
Sie wurde ab 7. März 1866 für die Lebensrettung auf See und ab 1877 auch zu Lande verliehen, bis sie ab 1971 vom George Cross abgelöst wurde.